# Mišična celica
Mišična celica ali miocit (latinsko Myocytus) je glavni tip celice, ki sestavlja mišično tkivo in živalim omogoča premikanje. V splošnem so podolgovate, valjaste oblike in vsebujejo sarkomere, ki so sestavljene iz urejene vrste beljakovin aktin in miozin. Sarkomere ob prisotnosti kalcija in s pomočjo energije molekule ATP drsijo druga ob drugi, kar po t. i. mehanizmu drsečih filamentov omogoča krčenje. Te strukture zapolnjujejo skoraj celotno prostornino celice, zato so ostali organeli močno preoblikovani in jih v celični biologiji označujejo s predpono »sarko-«; sarkoplazma je v mišični celici ustreznica citoplazme, sarkosomi so mitohondriji mišičnih celic, sarkoplazemski retikulum je gladki endoplazemski retikulum, sarkolema pa celična membrana. Sarkoplazma vsebuje veliko glikogena, ki predstavlja zalogo energije za delovanje, in pigment mioglobin, ki hrani dodaten kisik.
Njihova druga ključna lastnost je vzdražnost: na mišice se navezujejo živčne celice prek struktur, imenovanih motorične ploščice. Ko po živčni celici prispe akcijski potencial, se prek motorične ploščice prevede na sarkolemo in potuje dalje po njej, hkrati pa povzroči vdor kalcijevih ionov v celico, prek katerih sproži krčenje.
Obstaja več vrst mišičnih celic, ki se razlikujejo po zgradbi in funkciji:
- skeletne mišične celice (tudi mišična vlakna) imajo sarkomere urejene v miofibrile, ki jim dajejo progast videz pod mikroskopom. Imajo več jeder, ki so stisnjena ob sarkolemo. Mišična vlakna so med seboj povezana s vezivnim perimizijem v mišične fascikle, ti pa nadalje v skeletno mišično tkivo;
- srčnomišične celice (kardiomiociti) so prav tako progaste, hkrati pa so za razliko od skeletnih razvejane in med seboj povezane z interkalarnimi diski, ki jih povezujejo v enotno strukturo (sincicij) ter omogočajo sinhrono krčenje. To je nujno za učinkovito delovanje srca, ki ga sestavljajo. Večinoma imajo samo po eno jedro. Specializirane srčne mišične celice v srčnih ritmovnikih so odgovorne za generiranje impulzov, s katerimi vzdržujejo srčni ritem;
- gladke mišične celice imajo manj urejeno strukturo (niso progaste) in eno samo celično jedro. Mehanizem krčenja je počasnejši in tonično naravnan, te celice so udeležene pri počasnejših tipih premikanja (peristaltika, krčenje žil ipd.).